# 476號州際公路
476號州際公路（英語：Interstate 476，簡稱I-476），是美國州際公路系統中76號州際公路東段的一條輔助性公路，位於賓夕法尼亞州，由費城國際機場附近的95號州際公路向北分出，正式名稱為郡中快速公路（Mid-County Expressway）或退伍軍人紀念公路（Veterans Memorial Highway）。公路沿費城郊區西緣向北與賓州收費公路相交後，改稱賓州收費公路東北延伸段往里海谷地至斯克蘭頓，全長132.1英里（212.59），是所有州際公路輔助線裡最長的一條，全線依行駛里程收費。